# Campeonato Mundial de Esgrima de 1923
O Campeonato Mundial de Esgrima de 1923 foi a 3ª edição do torneio organizado pela Federação Internacional de Esgrima (FIE) de forma não oficial. O evento foi realizado em Haia, Países Baixos. 

## Resultados
Masculino
| Evento            | Ouro                             | Prata                            | Bronze                                 |
| Espada individual | Países Baixos · Wouter Brouwer   | Países Baixos · Adrianus de Jong | França · Roger Ducret                  |
| Sabre individual  | Países Baixos · Adrianus de Jong | França · Marc Perrodon           | Países Baixos · Henri Wijnoldy-Daniëls |

## Quadro de medalhas
País sede
| Ordem | País          | Medalha de ouro | Medalha de prata | Medalha de bronze |   |
| ----- | ------------- | --------------- | ---------------- | ----------------- | - |
| 1     | Países Baixos | 2               | 1                | 1                 | 4 |
| 2     | França        |                 | 1                | 1                 | 2 |
| TOTAL | TOTAL         | 2               | 2                | 2                 | 6 |